# Songwe (Distrikt)
Songwe ist ein Distrikt der Region Songwe mit dem Verwaltungszentrum Mkwajuni. Der Distrikt grenzt im Nordwesten an die Region Katavi, im Norden an die Region Tabora, im Osten an die Region Mbeya, im Süden an den Distrikt Mbozi, im Südwesten an den Distrikt Momba und im Westen an den Rukwasee und die Region Rukwa.

## Geographie
Der Distrikt hat 229.129 Einwohner (Volkszählung 2022) bei einer Fläche von 16.070 Quadratkilometer. Von der Fläche entfallen mehr als 1.000 Quadratkilometer auf den Rukwasee. Der südliche Landesteil ist eben und nur wenig höher als der Rukwasee, der fast 800 Meter über dem Meer liegt. Der nördliche Teil steigt vom Rukwasee hügelig auf Höhen über 1500 Meter an. Die Entwässerung erfolgt in den Rukwasee, der größte Fluss ist der im Süden mündende Songwe.
Das Klima im Distrikt  ist tropisch, die höchsten Temperaturen werden in der Ebene am Rukwasee mit durchschnittlich 25 Grad Celsius erreicht.

## Geschichte
Der Distrikt wurde im Jahr 2015 durch Teilung des Distriktes Chunya und Schaffung der neuen Region Songwe eingerichtet.

## Verwaltungsgliederung
Der Distrikt Songwe ist in 18 Bezirke (Wards) untergliedert.
- Chang’ombe
- Galula
- Gua
- Ifwenkenya
- Kanga
- Kapalala
- Magamba
- Manda
- Mbangala
- Mbuyuni
- Mkwajuni
- Mpona
- Mwambani
- Namkukwe
- Ngwala
- Saza
- Totowe
- Udinde

## Einrichtungen und Dienstleistungen
- Bildung: Im Distrikt Songwe befinden sich 54 Grundschulen und zehn weiterführende Schulen.[5] Von den weiterführenden Schulen werden neun staatlich und eine privat geführt. In den öffentlichen Schulen unterrichten 170 Lehrer rund 3000 Schüler (Stand 2019).[6]
- Gesundheit: Das Gesundheitssystem ist nicht gut ausgebaut, das nächste Krankenhaus befindet sich in Mbeya.[7]

| - Landwirtschaft: Mehr als drei Viertel der Haushalte beschäftigen sich mit Landwirtschaft. Im Jahr 2017 wurden im Distrikt auf 31.000 Hektar 60.000 Tonnen Grundnahrungsmittel geerntet. Auf weiteren 14.000 Hektar wurden 12.000 Tonnen Feldfrüchte für den Verkauf produziert. An Haustieren werden vor allem Hühner, Rinder und Ziegen gehalten. - Fischerei: In der Saison 2016/2017 wurden über hundert Tonnen Fisch gefangen, größtenteils aus dem Rukwasee. - Gewerbe: Im Distrikt befinden sich rund 150 Kleinbetriebe, vor allem Getreidemühlen. - Bergbau: Im Distrikt Songwe werden Gold und Kohle abgebaut. - Straßen: Durch Songwe verlaufen keine Fernstraßen, die lokalen Straßen sind nicht asphaltiert. | Hier fehlt eine Grafik, die leider im Moment aus technischen Gründen nicht angezeigt werden kann. Wir arbeiten daran! |